# Henry Boério
Henry Boério est un gymnaste artistique français né le 13 juin 1952 à Sétif (Algérie).

## Biographie
Henry Boério naît en Algérie, à Sétif. Il débute en gymnastique à l'âge de 8 ans à La Montcelienne, club de Montceau-les-Mines. Il est champion de France cadets en 1968 et juniors en 1970.
Henry Boério, champion de France du concours général de 1972 à 1977, remporte la médaille d'or au classement général aux Jeux méditerranéens de 1975.
Lors des Jeux olympiques d'été de 1976 se tenant à Montréal, il remporte dans sa discipline de prédilection, la barre fixe, la médaille de bronze olympique. Il met ainsi fin à une période de 52 ans sans médaille olympique pour la gymnastique française. 
Il remporte aux Championnats d'Europe de gymnastique artistique masculine 1979 la médaille de bronze en barres parallèles. 
Il prend sa retraite sportive en 1980, et devient entraîneur de gymnastique à l'INSEP et en équipe de France juniors. Il fait partie du cabinet de Jacques Chirac en 1985, chargé des missions sur le sport. En 1995, il prend la direction de l'INSEP puis devient consul-adjoint et attaché olympique à Sydney en 2000. Après les Jeux olympiques, il travaille à la Direction des événements de la Mairie de Paris. Il devient inspecteur général du Ministère des Sports en 2008.